# Hadis Kudsi
Hadis kudsi ili kudsi hadis (ar. الحديث القدسي, 'čisti' ili 'sveti hadis') posebna je kategorija hadisa, zbornik izreka koje se pripisuju Muhamedu. Rečeno je da su ovi hadisi jedinstveni jer se njihov sadržaj pripisuje Alahu, ali je stvarna formulacija pripisana Vjerovjesniku. Ovo može biti jedan od razloga zašto nisu uključeni u Kuransku objavu, za koje se smatra da su doslovna Alahova riječ, već im se daje posebna kategorija, tako da zauzimaju status između Kurana i normalnog teksta hadisa.

## Razlike između kuranskog teksta i hadisa kudsija
Uočene su sljedeće razlike između Kuranskog teksta i Hadisa Kudsija.
| kriteriji            | Kur'an                                  | Hadis Kudsi                |
| -------------------- | --------------------------------------- | -------------------------- |
| Objava               | Melek Džibril Inzaal na arapskom jeziku | Melek Džibril, vizija, san |
| Recitira se u Namazu | Da                                      | Ne                         |

## Primjeri
Takav tekst se može naći u primarnim, kao i u sekundarnim izvorima hadiske literature.
Ebu Hurejre, radijallahu anhu, koji je rekao da je Resulullah, sallallahu alejhi ve sellem, rekao:
»Kada je Allah odredio stvaranje, On se zavjetovao napisavši u Svojoj Knjizi koja je kod Njega zapisana: Moja milost prevladava nad mojom srdžbom.«
Ebu Hurejre, radijallahu anhu, izvijestio da je Resulullah, sallallahu alejhi ve sellem, rekao:
Allah, subhanehu ve teala, je rekao: »Ako Moj rob voli da se sa Mnom susretne, i Ja s njim, a ako on ne voli sa Mnom, i Ja s njim.«
Omer ibn Hattab, radijallahu anhu, prenosi da je Resulullah, sallallahu alejhi ve sellem, rekao:
»Možda je Allah pogledao one koji su u Bedru i rekao: 'Radite što god hoćete, jer Ja sam vam oprostio.«

## Publikacije
Brojne publikacije fokusirale su se isključivo na hadisi kudsi, citirajući između 40 i 110 takvih, iz primarnih hadiskih tekstova. To uključuje:
- An-Nevevijevih četrdeset hadisa Kudsi
- 110 hadisa Kudsi